# دشت شقایق و جو دوسر
دشت شقایق و جو دوسر (انگلیسی: Champ d'avoine aux coquelicots) اثری در قالب منظره‌نگاری از نقاش برجسته فرانسوی کلود مونه است که امروزه در موزه هنرهای مدرن استراسبورگ قرار دارد. تاریخ خلق این اثر مربوط به سال ۱۸۹۰ می‌باشد.